# Commanderij Kapfenburg
Kapfenburg was een binnen de balije Franken gelegen commanderij van de Duitse Orde.
Reeds voor 1300 kwamen er uit het bezit van de Hohenstaufen goederen in het bezit van de commanderij Mergentheim van de Duitse orde. Vanaf 1363 verwierf de Orde stuk voor stuk het gehele bezit van de heren van Gromberg. In 1364 werd van de graven van Öttingen de burcht Kapfenburg met verschillende dorpen en kerkelijke rechten verworven. Sinds 1379 was er sprake van een commanderij. De commanderij was rijk en wist het bezit sterk uit te breiden. Het dorp Lauchheim kreeg in 1431 stadsrechten. In 1398 kreeg de Orde van koning Wenzel het halsgerecht. Het gebied werd afgerond door uitruil met andere commanderijen. (In 1538 ruil met Mergentheim, Ebermergen afgestaan aan de commanderij Donauwörth, in 1700 het onderambt Zöschingen aan de commanderij Ulm). 
Op 30 november 1805 nam het keurvorstendom Württemberg de commanderij in bezit, maar werd daaruit op 24 december door het keurvorstendom Beieren verdreven. 
Artikel 18 van de Rijnbondakte van 12 juli 1806 wees de commanderij uiteindelijk aan het koninkrijk Württemberg toe.